# Eucosmophora pouteriae
Eucosmophora pouteriae är en fjärilsart som beskrevs av Davis och Wagner 2005. Eucosmophora pouteriae ingår i släktet Eucosmophora och familjen styltmalar.
Artens utbredningsområde är Costa Rica. Inga underarter finns listade i Catalogue of Life.